# Conchapelopia bruna
Conchapelopia bruna är en tvåvingeart som beskrevs av Roback 1971. Conchapelopia bruna ingår i släktet Conchapelopia och familjen fjädermyggor. Inga underarter finns listade i Catalogue of Life.